# Canum
Canum is een klein dorp in de Duitse deelstaat Nedersaksen. Het valt bestuurlijk onder de gemeente Krummhörn, gelegen in de Landkreis Aurich in Oost-Friesland. De plaats telt 287 inwoners (2012).
Canum ligt anderhalve kilometer ten oosten van Pewsum en is gelegen op een warft. Het dorp wordt al genoemd in 950 als Caninghem. Midden op de terp werd in de 13e eeuw de dorpskerk gebouwd.
Campen · Canum · Eilsum · Freepsum · Greetsiel · Grimersum · Groothusen · Hamswehrum · Jennelt · Loquard · Manslagt · Pewsum · Pilsum · Rysum · Upleward · Uttum · Visquard · Woltzeten · Woquard

Nedersaksen: Steden en gemeenten      Duitsland: Deelstaten · Gemeenten
- Gemeinsame Normdatei: 4506561-5
- Library of Congress Control Number: n2004034301
- Nationale Bibliotheek van Israël: 987007465745305171
- Virtual International Authority File: 146784183